# Carea devittata
Carea devittata är en fjärilsart som beskrevs av Embrik Strand 1917. Carea devittata ingår i släktet Carea och familjen trågspinnare. Inga underarter finns listade i Catalogue of Life.